# الدوري السويدي الدرجة الثانية 1929–30
الدوري السويدي الدرجة الثانية 1929–30 (بالسويدية: Division II i fotboll 1929/1930)‏ هو موسم من الدوري السويدي الدرجة الثانية. فاز فيه نادي إسكيلستونا.